# 美浜町立野間中学校
美浜町立野間中学校（みはまちょうりつ のまちゅうがっこう）は、愛知県知多郡美浜町にある公立中学校。

## 概要
- 美浜町立野間小学校校区、美浜町立上野間小学校校区の生徒が通学する[1]。
- 旧・知多郡野間町の中学校であった。

## 沿革
- 1947年（昭和22年）4月 - 野間町立野間中学校として開校する。野間小学校の校舎の一部を仮校舎とする。
- 1949年（昭和24年）9月 - 現在地に校舎が完成し、移転する。
- 1951年（昭和26年） - 講堂が完成する。
- 1955年（昭和30年）4月1日 - 河和町と野間町が合併し、美浜町が発足する。同時に美浜町立野間中学校に改称する。
- 1957年（昭和32年）4月1日 - 大字上野間（旧・小鈴谷町大字上野間）が校区に加わる。
- 1959年（昭和34年） - 本館が完成する。
- 1978年（昭和53年）
- 5月 - 北館が完成する。
- 11月 - 体育館が完成する。
- 1988年（昭和63年）
- 3月 - 特別教室棟が完成する。
- 8月 - 南館が完成する。

## 交通アクセス
- 名鉄知多新線野間駅下車、徒歩約12分。

## 周辺施設
- 美浜町立野間小学校
- 野間大坊
- 若松海水浴場
- 名鉄河和線野間駅

## 統合計画
- 少子化、施設の老朽化もあり、美浜町の全ての小学校（5校）と中学校（2校）を統合し、小中一貫校に再編する計画である。小中一貫校は日本福祉大学美浜キャンパスの敷地内に設置され、2028年4月の開校予定である。